# 関川橋 (上越市)
関川橋（せきかわばし）は、新潟県上越市大字北田屋新田 - 大字薄袋の関川に架かる北陸自動車道の橋長285.35 m（メートル）の桁橋。上越JCT - 上越IC間に位置する。

## 概要
- 形式 - 鋼5径間連続4主鈑桁橋
- 橋格 - 1等橋 (TL-20・TT-43)
- 橋長 - 285.350 m
  - 支間割 -  ( 48.600 m + 3×62.200 m +  48.600 m )
  - 総幅員 - 22.900 m
  - 有効幅員 - 2×9.250 m
  - 車道 - 2×9.250 m
- 橋脚 - 小判型鉄筋コンクリート橋脚（鋼管杭基礎）
- 総鋼重 - 1584.941 t
- 床版 - 鉄筋コンクリート
- 施工 - 佐世保重工業
- 架設工法 - トラッククレーンベント工法

## 歴史
1987年（昭和62年）7月20日に日本道路公団によって本橋を含む上越IC - 名立谷浜IC間が開通した。
架設に際しては、左岸側で主要地方道上越安塚松之山線と立体交差しており、同線の春日山橋も架替中であったことから、建設主体である建設省北陸地方建設局高田工事事務所と調整が実施された。